# Саша Стефановић
Саша Стефановић (Београд, 17. септембар 1975) је бивши српски кошаркаш. Играо је на позицијама плејмејкера и бека.

## Каријера
Стефановић је најпознатији је по партијама у дресу ФМП-а, са којим је у сезони 2003/04. освојио Јадранску лигу и стигао до полуфинала УЛЕБ купа. У Србији је између осталих још играо и за Црвену звезду, Војводину, Слогу и Раднички Југопетрол.
У иностранству је такође променио доста клубова. Играо је за Лудвигсбург (сез. 2001/02), Турк Телеком (сез. 2004/05). У сезони 2005/06. играо је за Билбао и Ираклис, а у сезони 2007/08. је играо за пољски Стал Остров и француски Лимож.
У јануару 2010. се вратио у ФМП до краја текуће сезоне, а последње године каријере је играо у екипама Бротња и Улциња.

## Успеси

### Клупски
- ФМП:
  - Јадранска лига (1) : 2003/04.